# Pulaeus patzcuarensis
Pulaeus patzcuarensis är en spindeldjursart som först beskrevs av Baker och Hoffmann 1948.  Pulaeus patzcuarensis ingår i släktet Pulaeus och familjen Cunaxidae. Inga underarter finns listade i Catalogue of Life.